# Miskolc Tiszai
Miskolc Tiszai (węg: Tiszai pályaudvar) – największa stacja kolejowa w Miszkolcu przy Kandó Kálmán tér, na Węgrzech. Nazwa stacji pochodzi od przedsiębiorstwa, które dworzec zbudowało mające nazwę od rzeki Cisa (węg. Tisza).
Oddany do użytku 24 maja 1859.

## Linie kolejowe
- Linia kolejowa 80 Budapest – Hatvan - Miskolc - Sátoraljaújhely
- Linia kolejowa 92 Miskolc – Bánréve – Ózd